# Ochropleura sidamona
Ochropleura sidamona là một loài bướm đêm trong họ Noctuidae.